# Aprendizaje no asociativo
El aprendizaje no asociativo es un tipo de aprendizaje en el que se produce un cambio en la conducta como resultado de la experiencia repetida de un único estímulo.
A diferencia del aprendizaje asociativo, en el cual se asocian dos o más estímulos, en el aprendizaje no asociativo se modifica la conducta del sujeto por la mera presencia de un solo estímulo, sin que este se asocie a ningún otro.
Hay dos tipos de aprendizaje no asociativo: la habituación y la sensibilización:

## Habituación
Se trata de la disminución de la respuesta ante un estímulo debido a la repetición de éste, y a su escasa relevancia biológica.
Por ejemplo, el escuchar el ruido de un coche mientras dormimos, nos despertamos sobresaltados y en alerta. Si este estímulo se repite, dejaremos de despertarnos ante el ruido del coche, ya que éste no posee relevancia de ningún tipo, y no aporta información importante para nuestra adaptación.
Experimentalmente se ha comprobado la existencia de la habituación en los animales, incluidos los seres humanos. Una forma de demostrar la existencia de la habituación se ha llevado a cabo midiendo la respuesta de sobresalto de un grupo de ratones. Se dividen en dos grupos de ratones, uno experimental y otro grupo control. Al grupo experimental se les presenta un tono agudo que hace que sobresalten. En el suelo hay un sensor que registra la intensidad del sobresalto. A este grupo de ratones se le presenta el tono varias veces al día durante una semana. Al otro grupo no se le presenta el tono en ningún momento. En la fase experimental, se presenta el mismo tono a los dos grupos de ratones, y se comprueba que el grupo experimental tiene una menor respuesta de sobresalto, y el grupo control una respuesta de sobresalto similar a la primera que tuvo.

## Sensibilización
Se trata del aumento de la respuesta ante un estímulo debido a la repetición de éste.
Es especialmente importante para la supervivencia en el caso de estímulos aversivos o peligrosos.
Es el proceso opuesto a la habituación, y consiste en el aumento de la respuesta ante un estímulo (debido a que sea nuevo o a que sea perjudicial). Habituación y sensibilización son procesos fundamentales en la adaptación de un organismo a su ambiente.
- Datos: Q5701734